# トンマーゾ・ランドルフィ
トンマーゾ・ランドルフィ（Tommaso Landolfi, 1908年8月9日 - 1979年7月8日）はイタリアの小説家。

## 業績
奇想天外な想像力を駆使した作品によって知られ、ディーノ・ブッツァーティやイタロ・カルヴィーノと並んで20世紀イタリアの幻想文学を代表する作家とされる。
1975年にストレーガ賞を受賞した。
翻訳家としても活躍し、ニコライ・ゴーゴリやアレクサンドル・プーシキン、フーゴ・フォン・ホーフマンスタールなどの翻訳を手掛けた。

## 日本語訳
- 『カフカの父親』米川良夫・竹山博英・和田忠彦・柱本元彦 訳　国書刊行会「文学の冒険」1996／ 白水Uブックス 2019
- 『月ノ石』中山エツコ訳、河出書房新社 Modern&Classic、2004